# سول كاتس
سول كاتس (بالإنجليزية: Sol Katz)‏ هو عالم حاسوب وجغرافي أمريكي، ولد في 3 أغسطس 1947 في السويد، وتوفي في 23 أبريل 1999.